# Acmaeodera rubronotata
Acmaeodera rubronotata es una especie de escarabajo del género Acmaeodera, familia Buprestidae. Fue descrita científicamente por Laporte & Gory en 1835.
Esta especie se encuentra en América Central y del Norte.